# Sort Lucia
Sort Lucia er en svensk-dansk thrillerfilm fra 1992 instrueret af Rumle Hammerich. Filmen har Tova Magnusson i hovedrollen, som i 1993 blev nomineret til en Guldbagge for bedste kvindelige skuespiller.

## Handling
En elev ved navn Mikaela skriver et erotisk essay. Hun giver det til sin lærer, som hun føler sig tiltrukket af. Hun begynder at spionere på, hvad han laver, og opdager, at han har en meget ejendommelig sans for humor. Pludselig bliver en pige i Mikaelas klasse myrdet, og alle beviserne peger mod læreren.

## Medvirkende (i udvalg)
- Tova Magnusson som Mikaela
- Figge Norling som Joakim
- Björn Kjellman som Max
- Niklas Hjulström som Johan
- Malin Berghagen som Justine
- Lars Green som lærer
- Agneta Ekmanner som Gunvor
- Marie Göranzon som Birgitta
- Reine Brynolfsson som Spielman
- Björn Granath som skoleinspektør
- Frida Hallgren som elev
- Rumle Hammerich som mand med røde støvler